# C23 (Namibië)
De C23 is een secundaire weg in het oosten van Namibië. De weg loopt van de B6 ten oosten van Windhoek via Dordabis naar de C25 ten westen van Leonardville. 
De C23 is 170 kilometer lang en loopt door de regio's Khomas en Omaheke.